# Lydia Clarke
Lydia Marie Clarke (Two Rivers, Wisconsin, 1923. április 14. – Santa Monica, Kalifornia, 2018. szeptember 3.) amerikai színésznő, fotográfus. Charlton Heston színész felesége.

## Filmjei
- A világ legnagyobb látványossága (The Greatest Show on Earth) (1952)
- The Atomic City (1952)
- Studio One (1950, 1952, tv-sorozat, két epizódban)
- The Philco Television Playhouse (1953, tv-sorozat, egy epizódban)
- Bad for Each Other (1953)
- A magányos cowboy (Will Penny) (1967)